# س. غراهام بيكر
س. غراهام بيكر (بالإنجليزية: Charles Graham Baker)‏ هو كاتب سيناريو وكاتب ومخرج أمريكي، ولد في 16 يوليو 1883 في إيفانسفيل في الولايات المتحدة، وتوفي في 15 مايو 1950 في رسيدا ‏ في الولايات المتحدة.

## وصلات خارجية
- س. غراهام بيكر على موقع IMDb (الإنجليزية)
- س. غراهام بيكر على موقع ألو سيني (الفرنسية)
- س. غراهام بيكر على موقع أول موفي (الإنجليزية)
- س. غراهام بيكر على موقع قاعدة بيانات الأفلام السويدية (السويدية)
- س. غراهام بيكر على موقع قاعدة بيانات الفيلم (الإنجليزية)
- س. غراهام بيكر على موقع كينوبويسك (الروسية)